# Inbördeskriget i Guatemala
Inbördeskriget i Guatemala utkämpades åren 1960-1996. I det 36-åriga inbördeskriget slogs militärregimen mot socialistiska revolutionärer.
CIA hjälpte höger-översten Carlos Castillo Armas från Guatemalas armé att leda en "inblandning" vid statskuppen i Guatemala 1954. då Jacobo Arbenz Guzmáns regering avsattes, började Castillo Armas avsluta ett decennium av social och economiska reformer och lagstiftningsprogres, och förbjöd fackföreningar och vänsterpartier, vilket radikaliserade vänstern i Guatemala.

### Fotnoter
1. ↑  http://www.gwu.edu/~nsarchiv/NSAEBB/NSAEBB100/Doc9.pdf
2. ↑  http://www.gwu.edu/~nsarchiv/NSAEBB/NSAEBB11/docs/
3. ↑  Gilbert Michael Joseph, Daniela Spenser - 2008, pg 151
4. ↑  Stone, Alex (2 juni 2009). ”Mountain of evidence - Book Review | Washington Monthly | Find Articles at BNET”. Findarticles.com. Arkiverad från originalet den 8 juli 2012. https://archive.is/20120708095407/http://findarticles.com/p/articles/mi_m1316/is_10_34/ai_93088744/. Läst 3 september 2009.